# 菅原健二
菅原 健二（すがわら けんじ、5月7日 - ）は、日本の漫画家。男性。宮城県古川市出身、東京都在住。

## 来歴
5月7日、宮城県古川市で誕生する。麻生羽呂の下でアシスタントを経験。
2009年4月、『クラブサンデー』（小学館）にて、特殊能力バトルコメディ『M・S DOLLS』の連載を開始。同作が菅原にとって初の連載作品となる。2010年2月25日発売の『週刊少年サンデー超』（同）3月号に同作の第11話が掲載され、『クラブサンデー』と同時連載が開始される。
2011年10月、『週刊少年サンデー』（同）46号より恋愛バトルコメディ作品『GAN☆KON』の連載を開始。2014年7月、『月刊ドラゴンエイジ』（富士見書房）にて8月号よりラッキースケベを連発するラブコメ『放課後ラッキーガール』の連載を開始。2016年6月、同誌7月号よりアンゴルモアを幼女化させたコメディ『言ったでしょ！あんごるもあちゃん』の連載を開始。
2017年9月に創刊された『別冊ドラゴンエイジ』（KADOKAWA）の創刊号（VOL.1）より、「ハーレムバトルファンタジー」作品『神落しの鬼』の連載を開始。同年、『月刊ドラゴンエイジ』11月号より箱入り娘の賢者を描いたコメディ『賢者ちゃんは悟ってない！』の連載を開始。2019年6月、結城涼のファンタジー小説『魔石グルメ 〜魔物の力を食べたオレは最強！〜』のコミカライズの連載を開始。

## 受賞歴
- 影使い（月例マンガ賞 GIガンガン杯、1999年10月期 奨励賞）
- GOING MY WAY（エニックス ゲームコミックチャレンジ賞、第20弾「ワイルドアームズ2ndイグニッション」佳作）
- クロウ（まんがカレッジ、2007年8月期 佳作）

## 作品リスト

### 連載
- M・S DOLLS（『クラブサンデー』2009年4月21日 - 2011年6月14日（『週刊少年サンデー超』2010年3月号[2] - 2011年5月号）） - 初連載作品[1]、WEBと雑誌で同時連載[2]
- GAN☆KON（『週刊少年サンデー』2011年46号[3] - 2012年38号、『クラブサンデー』2012年8月31日 - 9月28日） - 連載開始時タイトルは『GAN☆KON 願☆婚』[3]
- 放課後ラッキーガール（『月刊ドラゴンエイジ』2014年8月号[5] - 2016年2月号[15]）
- 言ったでしょ！あんごるもあちゃん（『月刊ドラゴンエイジ』2016年7月号[6] - 2017年6月号）
- 神落しの鬼（『別冊ドラゴンエイジ』VOL.1[9] - vol.9→『ヤングドラゴンエイジ』Vol.1 - Vol.8）
- 賢者ちゃんは悟ってない!（『月刊ドラゴンエイジ』2017年11月号[12] - 2019年4月号）
- 魔石グルメ 魔物の力を食べたオレは最強!（原作：結城涼、キャラクター原案：成瀬ちさと、『ドラドラしゃーぷ＃』2019年6月7日 - 連載中）
- 悪魔はロザリオにキスをする（原作：火野あかり、作画：田中守、『ヤングドラゴンエイジ』Vol.18[16] - Vol.24[17]） - ネーム構成担当[16]。

### 読切
- 和泉さでぃすてぃっく!!（『週刊少年サンデー超』2008年5月24日号）
- HORN（『少年サンデー特別増刊R』2008年8月24日号）
- GAN☆KON（『週刊少年サンデー』2011年13号）
- トリニティセブン 7人の魔書使い 4コマ（『月刊ドラゴンエイジ』2014年11月号[18]） - 同作のテレビアニメ化を記念して執筆[18]
- 雛子の隠し味（『トリアージX コミックアンソロジー トリビュートX』収録、2015年[19]）
- 解決！数秘術（『トリニティセブン 7人の魔書使い コミックアンソロジー』収録、2016年[20]）
- スラッシュX（『童貞を殺すアンソロジーコミック』収録、2016年[21]）
- この素晴らしい大義名分に祝福を!（『この素晴らしい世界に祝福を! コミックアンソロジー』収録、2017年[22]）
- となりの鳴澤さん（『ひょっとしてギャルは俺らに優しいのでは? アンソロジーコミック』収録、2017年[23]）
- 少女暴走モード!（『JCの魅力を楽しむ健全なアンソロジーコミック』収録）

### 書籍
- 『M・S DOLLS』、小学館〈少年サンデーコミックス〉2009年 - 2011年、全5巻
- 『GAN☆KON』、小学館〈少年サンデーコミックス〉2012年、全5巻
- 『放課後ラッキーガール』KADOKAWA〈ドラゴンコミックスエイジ〉、2015年[24] - 2016年[25]、全3巻
- 『小学館版科学学習まんが クライシス・シリーズ 恐竜のクライシス』、ストーリー：三条和都、小学館〈科学学習まんがクライシス・シリーズ〉、2016年7月20日発売[26]
- 『言ったでしょ！あんごるもあちゃん』、KADOKAWA〈ドラゴンコミックスエイジ〉2016年[7] - 2017年[27]、全2巻
- 『賢者ちゃんは悟ってない！』、KADOKAWA〈ドラゴンコミックスエイジ〉2018年[11][28]、全2巻
- 『神落しの鬼』、KADOKAWA〈ドラゴンコミックスエイジ〉2018年[10] - 2021年[29]、全3巻
- 『魔石グルメ 魔物の力を食べたオレは最強!』、原作：結城涼、キャラクター原案：成瀬ちさと、KADOKAWA〈ドラゴンコミックスエイジ〉2019年[13] - 、既刊11巻（2025年3月7日現在）

### その他
- なつみん『タンスの奥のぱんつさん』第1巻購入特典コピー本「タンスの奥のブリーフさん」（2013年3月） - イラスト寄稿[30]

## 師匠
- 麻生羽呂[1]